# Bupleurum leucocladum
Bupleurum leucocladum är en flockblommig växtart som beskrevs av Pierre Edmond Boissier. Bupleurum leucocladum ingår i släktet harörter, och familjen flockblommiga växter. Inga underarter finns listade i Catalogue of Life.